# Liviu Almășan
Liviu Almășan (n. 7 noiembrie 1968, Baia Mare) este un politician român, membru al Parlamentului României, deputat în legislatura 2004-2008, ales pe listele PRM. Liviu Almășan a fost membru PRM până în iunie 2005 și a fost deputat independent până în februarie 2005 când a devenit membru al Partidului Conservator până în aprilie 2007. În perioada aprilie 2007 - decembrie 2007, Liviu Almășan a fost membru PNL. În decembrie 2007, Liviu Almășan a devenit deputat independent până în februarie 2008, când a devenit membru PDL. În cadrul activității sale parlamentare, Liviu Almășan  a fost membru în grupurile parlamentare de prietenie cu Republica Serbia și Canada. 